# Pablo Gabriel García Pérez
Pablo Gabriel García Pérez (nascut a Pando, departament de Canelones, l'11 de maig del 1977) és un exfutbolista professional uruguaià que jugà com a migcampista. Durant la temporada 2007-08 ha jugat cedit al Reial Múrcia CF pel Reial Madrid CF. El 10 de juliol del 2008 va rescindir el seu contracte amb el Reial Madrid i fitxant per l'equip grec PAOK de Salònica.